# Mournful Congregation
Mournful Congregation – zespół muzyczny grający funeral doom, założony w 1993.

## Dyskografia
- Weeping - Demo (1994)
- An Epic Dream of Desire - Demo (1995)
- Tears from a Grieving Heart - Demo (1999)
- The Dawning of Mournful Hymns - Best of/Kompilacja (2002)
- Let There Be Doom.../The Epitome of Gods and Men Alike - Split (2002)
- A Slow March To The Burial - Split (2004)
- The Monad of Creation - CD (2005)
- Stone Wings/Mournful Congregation - Split (2007)
- Four Burials - Split (2008)
- The June Frost - CD (2009)
- The Book of Kings - CD (2011)[1]

## Muzycy
Obecny skład zespołu
- Damon Good - śpiew, gitara basowa, gitara
- Adrian Bickle - perkusja
- Justin Hartwig - gitara
- Ben Newsome - gitara basowa

Byli członkowie zespołu
- Darren McLennan - gitara
- Mark Bodossian - gitara basowa[2]